# Japanther
Japanther est un groupe de punk rock américain, originaire de Brooklyn, à New York.

## Biographie
Le groupe est formé en 2001, et se compose de Ian Vanek, qui joue de la batterie, des cassettes audios et chante, et Matt Reilly, à la basse, au synthétiseur (modèle Casio SK-1) et au chant également. Ils enregistrent pour Plan It X Records, Tapes Records, et le label de Menlo Park. Ils sont mentionnés notamment dans des magazines et journaux tels que Vice, The New York Times, Gothamist, Dallas Observer, Thrasher, Razorcake, et New York Magazine. Ils ont effectué neuf tournées durant les deux premières années du groupe.
Le groupe apparaît dans le documentaire indépendant B.I.K.E, qui est récompensé au Slamdance Film Festival de 2006. La même année, ils travaillent avec Dan Graham, Rodney Graham, Laurent P. Berger, et Tony Oursler pour créer une installation vidéo abstraite pour la Whitney Biennial. En 2009, la sortie d'un split entre Shokei et Japanther est annulée par le label Altin Village Records.
En 2011, ils clôturent le Rock And Roll Circus au Lincoln Center. En 2013, ils jouent au festival Crossing Brooklyn Ferry. En 2014, le groupe publie le clip de la chanson Do It (Don’t Try), issue de leur futur album à paraître, intitulé Instant Money Magic, le 15 avril. En 2016, ils publient un nouvel album studio, intitulé Boom for Real.

## Discographie
- 2003 : Leather Wings
- 2003 : Dump the Body in Rikki Lake
- 2005 : Master of Pigeons
- 2005 : Wolfenswan
- 2007 : Skuffed Up My Huffy
- 2009 : Tut Tut, Now Shake Ya Butt
- 2010 : Rock 'n' Roll Ice Cream
- 2011 : Beets, Limes and Rice
- 2013 : Eat Like Lisa Act Like Bart
- 2014 : Instant Money Magic
- 2016 : Boom for Real

### Splits et EP
- 2001 : The Last of the Living Land Pirates (CD-R)
- 2002 : South of Northport (EP)
- 2004 : The Operating Manual for Life on Earth (EP)
- 2004 : Japanther/Sneeze Split 7" (2004)
- 2004 : Japanther/Viking Club (split CD)
- 2005 : Yer Living Grave (EP)
- 2006 : Don't Trust Anyone Over Thirty

### Compilations
- 2011 : I Think We Should Stay Away From Each Other LP (2011)